# Wharfe (rzeka)
Wharfe (ang. River Wharfe) – rzeka w północno-wschodniej Anglii, w hrabstwach North Yorkshire i West Yorkshire, wyznaczająca fragment granicy między nimi. Długość rzeki wynosi 97 km.
Rzeka rozpoczyna swój bieg u zbiegu potoków Oughtershaw Beck i Green Field Beck, w pobliżu wsi Beckermonds, w Górach Pennińskich, na terenie parku narodowego Yorkshire Dales. Rzeka płynie w kierunku południowo-wschodnim i uchodzi do rzeki Ouse, na południe od miasta York.